# Castell de la Morana
El castell de la Morana  és al bell mig del nucli urbà del mateix nom, entitat de població del municipi de Torrefeta i Florejacs, sobre l'elevació que delimita el marge dret de la vall del torrent del Passerell. És un castell palau declarat bé cultural d'interès nacional.

## Història
La primera constància escrita que tenim del lloc de la Morana es remunta a l'any 1038, quan els marmessors del comte Ermengol II d'Urgell, que eren Arnau Miró, la comtessa Constança i el bisbe Eribau d'Urgell, entregaren a la canònica de Santa Maria de la Seu els alous que tenien a Guissona i a «ipsa Mora». El 1040, en l'acta de la segona consagració de l'esmentada canònica, s'esmenta per primera vegada el «castellum Morane» com una de les possessions que tenia al comtat d'Urgell, dins el terme del castell de Guissona. El 15 de setembre de 1098, data de consagració de Santa Maria de Guissona, la Morana hi apareix en un document en què se cita com a parròquia englobada dins la zona parroquial de Santa Maria, a la qual li pertoquen tots els seus drets en dècimes, defuncions, etc.
Al segle xiv n'eren senyors els Sacirera; el 1564 consta en poder de Jaume Joan de Cortès, cavaller de l'orde de Sant Joan de Jerusalem, i en el segle xviii passà al domini dels barons de Maldà als quals pertangué fins a l'abolició dels senyorius jurisdiccionals al segle xix. A partir d'aquest moment el castell va anar deteriorant-se progressivament, fins que, ja entrat el segle xxi, ha estat restaurat.
Més recentment, el castell ha estat recentment rehabilitat com a habitatge per l'arquitecte Josep Mora i Castellà.

## Arquitectura

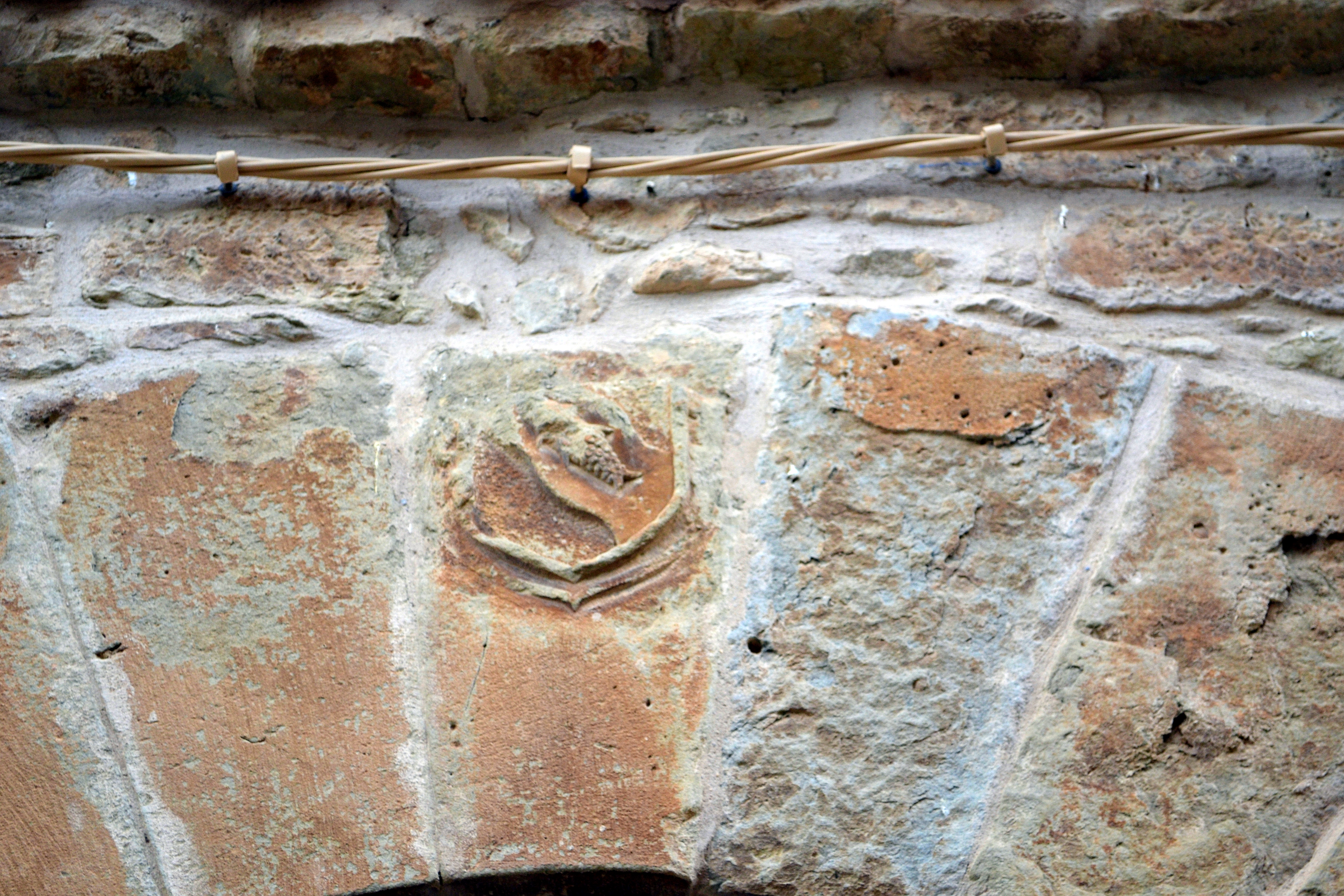
portada principal d'arc de mig punt dovellada i escut heràldic

Al mig de la població es troba la gran construcció de l'antic castell, datable bàsicament en època postmedieval si bé hi ha testimonis d'altres etapes. Del conjunt destaca una estructura de planta rectangular que correspon a l'edifici més antic avui visible.
Té uns murs d'uns 8 m de longitud i un gruix considerable i són fets amb carreus força grans i de formes diverses. Destaca la cantonada nord on hi ha alguns blocs col·locats al llarg que fan més de 2 m i que contrasten amb altres pedres d'acabat molt més petit i irregular que hi ha a la paret nord-oest, segurament d'una refacció puntual. La paret nord-est presenta els carreus en alternança irregular al llarg i de través. A uns 3 m d'alçada s'aprecien dues espitlleres cegades. Les altres parets es troben amagades per les construccions afegides. Té dues portes. La de la façana sud és una porta d'arc de mig punt adovellat amb un escut heràldic a la clau. L'altra porta, a la façana nord és moderna, és d'arc escarser i utilitza el maó com a element constructiu.
La majoria del conjunt correspon a un moment constructiu postmedieval, si bé es conserven algunes parts més antigues. Concretament, el cos més septentrional, de planta gairebé quadrada. Els seus murs són fets amb un aparell de carreus força grans i de formes diverses; alguns dels carreus situats a la cantonada septentrional arriben a fer més de 2 m de llarg. A la paret nord-est s'han conservat diverses espitlleres.
La resta del conjunt correspon a un gran casal dels segles XVI-XVII. De planta irregular, té la base dels murs atalussada i presenta finestres allindades i obertures en forma d'espitllera a les seves façanes. Dues de les finestres, a la façana sud, presenten motllures decorades.
A prop del castell hi ha un portal format per dues arcades dovellades que donen accés al nucli de la Morana. La primera d'aquestes arcades presenta un arc de mig punt amb un blasó de pedra a clau, on es pot identificar la silueta d'un ocell i d'un tronc; a sota apareix inscrita la data "1630". La segona arcada, que es troba dins el recinte de la Plaça Gabriel Benet, és d'arc escarser i està construïda amb dovelles més petites que l'anterior.
Entre aquestes dues arcades observem uns forats de bigues que ens fan pensar que antigament hi havia un passatge que no s'ha conservat.